# Uladzimir Zhuravel
Uladzimir Zhuravel (en ruso: Владимир Иванович Журавель, en bielorruso: Уладзімір Іванавіч Журавель; Semipalatinsk, 9 de junio de 1971 - Minsk, 18 de noviembre de 2018) fue un entrenador y jugador de fútbol bielorruso que jugaba en la demarcación de centrocampista.
Zhuravel murió el 19 de noviembre de 2018 después de una lucha contra una enfermedad.

## Honores
Dinamo Minsk 
- Campeón de la Liga Premier de Bielorrusia: 1992, 1992–93, 1993–94, 1994–95, 1995, 1997
- Campeón de la Copa de Bielorrusia: 1992, 1993–94

## Clubes

### Como futbolista
| Club               | País        | Año       | Partidos | Goles |
| ------------------ | ----------- | --------- | -------- | ----- |
| Dinamo Minsk       | Bielorrusia | 1990–1995 | 115      | 15    |
| Hapoel Jerusalem   | Israel      | 1996      | 9        | 0     |
| Dinamo Minsk       | Bielorrusia | 1996–1997 | 51       | 5     |
| Zhemchuzhina Sochi | Bielorrusia | 1998–1999 | 50       | 0     |
| Kristall Smolensk  | Rusia       | 2000–2002 | 77       | 3     |
| Darida Minsk Raion | Bielorrusia | 2003      | 28       | 3     |
| Torpedo Zhodino    | Bielorrusia | 2004–2005 | 24       | 0     |

### Como entrenador
| Club                | País        | Año                  |
| ------------------- | ----------- | -------------------- |
| Torpedo Zhodino     | Bielorrusia | 2005–2009 (Ayudante) |
| Shakhtyor Soligorsk | Bielorrusia | 2010–2013            |
| Dinamo Minsk        | Bielorrusia | 2014                 |
| Dacia Chișinău      | Moldavia    | 2015                 |
| FC Gomel            | Bielorrusia | 2016                 |
| Dinamo Brest        | Bielorrusia | 2016–2017            |
| Shakhter Karagandy  | Bielorrusia | 2018                 |